# Phra Khanong
Phra Khanong est l’un des 50 khets divisant la ville de Bangkok, capitale de la Thaïlande. Ce quartier allie de puissants souvenirs des temps anciens (khlongs, temples, vieilles maisons en bois et légende de Mae Nak) et la modernité du métro aérien de Bangkok (le sky train), des condominiums et des gratte-ciel futuristes. 

## Histoire
Le mot khanong vient du khmer et signifierait "douane". Ce nom aurait été donné à cette région il y a plus de 1000 ans, à l'époque où le vaste empire Khmer d'Angkor dominait une large partie de la péninsule indochinoise incluant entre autres la vallée de la Chao Phraya. 

À l'origine, Phra Khanong désignait un territoire beaucoup plus vaste : cette zone englobait le quartier (khet) de Phra Khanong mais aussi les cinq quartiers actuels de Khlong Toei, Watthana, Suan Luang, Prawet et Bang Na. 

## Points d'intérêt
- Le temple Wat Mahabut, le sanctuaire de la célèbre femme fantôme Mae Nak et le khlong Phra Khanong : selon la légende, l'esprit tourmenté de Mae Nak fut exorcisé par le bonze vénérable du Wat Mahabut, placé dans une urne puis jeté dans cette partie du canal Phra Khanong[1] ;
- La cathédrale orthodoxe de St. Nicholas ;
- Le centre des Sciences et de l’Éducation et ses cinq bâtiments principaux : l'aquarium et le musée consacré à la vie sous-marine ; le planétarium et le musée de l'astronomie ; le bâtiment des sciences ; l'exposition permanente sur l'environnement ; le Centre de santé et du Sport[2] ;
- La raffinerie de Bang Chak[3]...

## Galerie

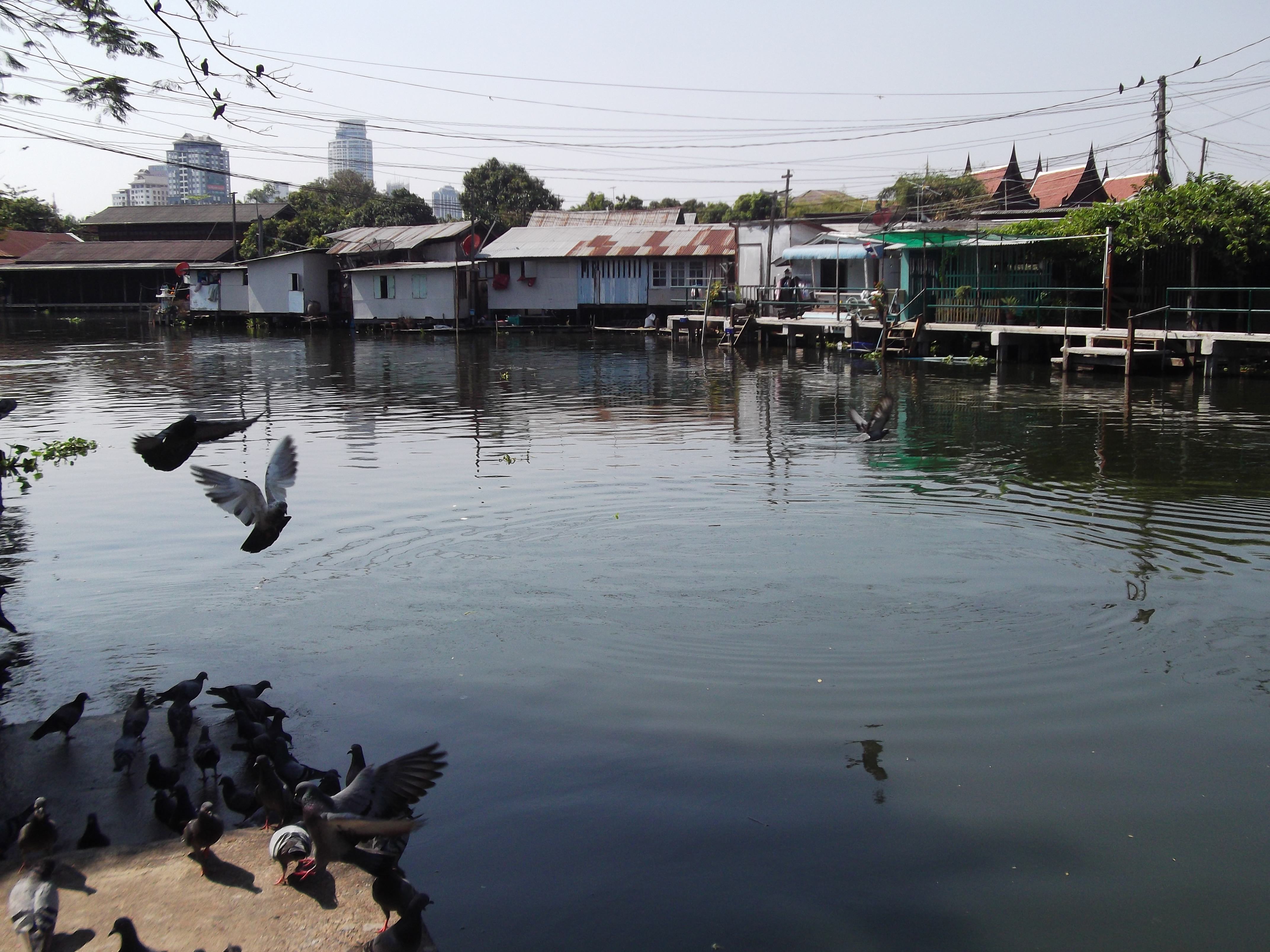
Canal Phra Khanong. Vue du Wat Maha But
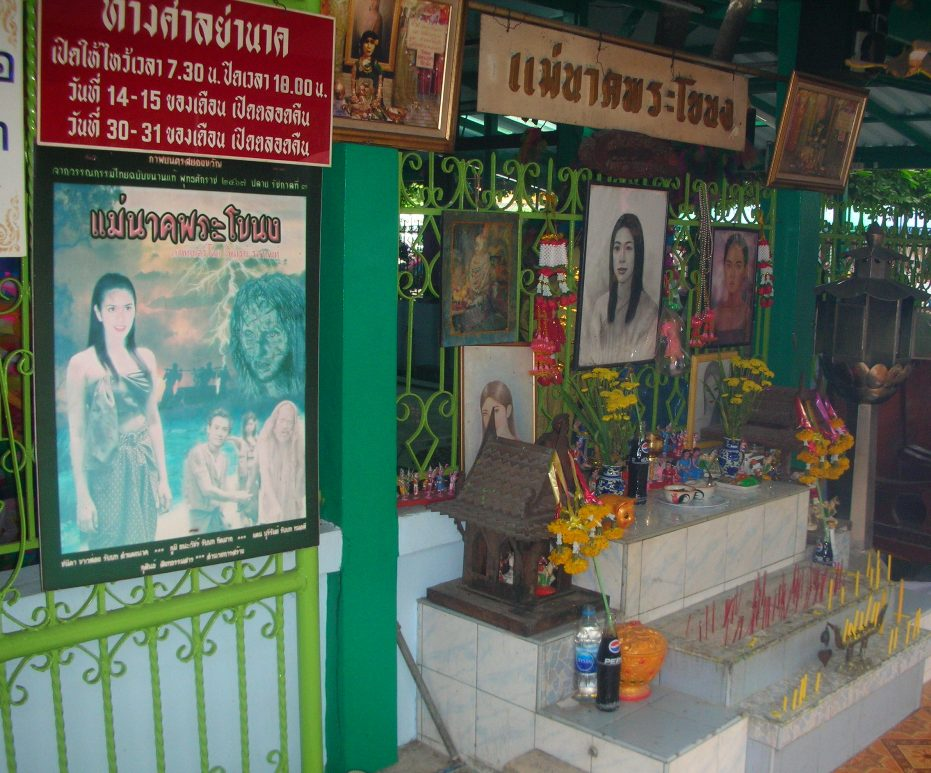
Sanctuaire de Mae Nak
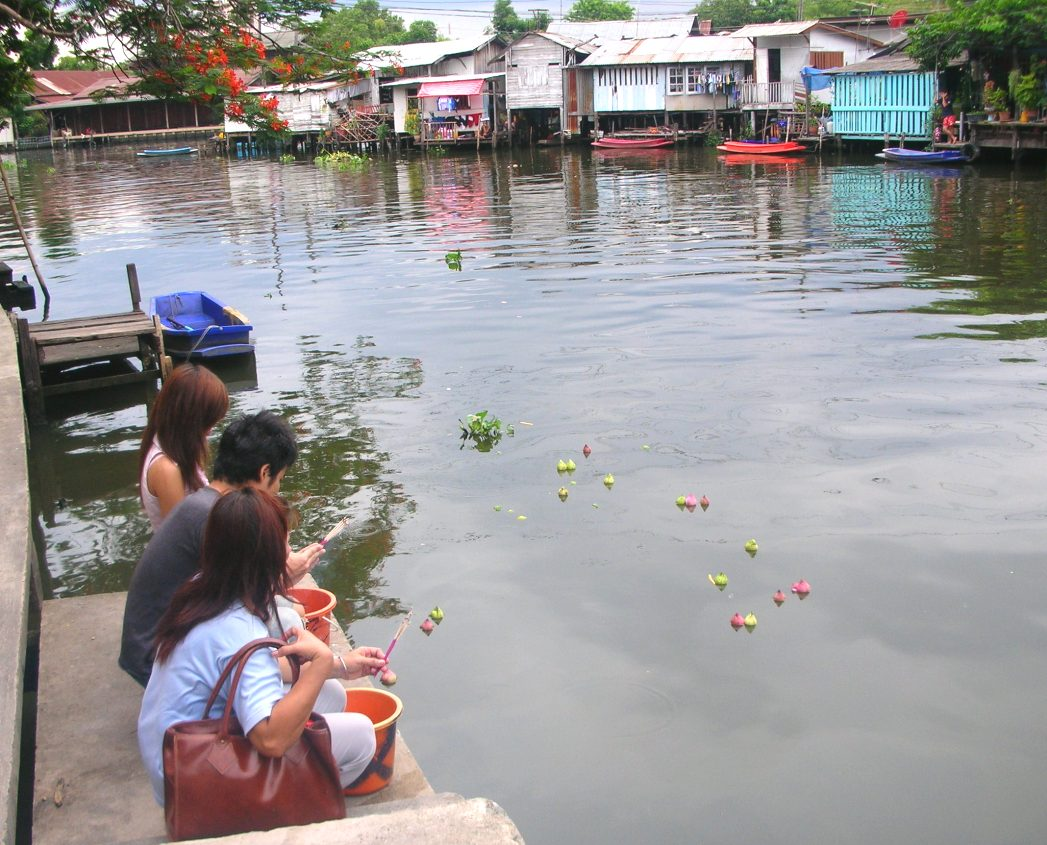
Offrande de fleurs à Mae Nak déposée dans le khlong Phra Khanong
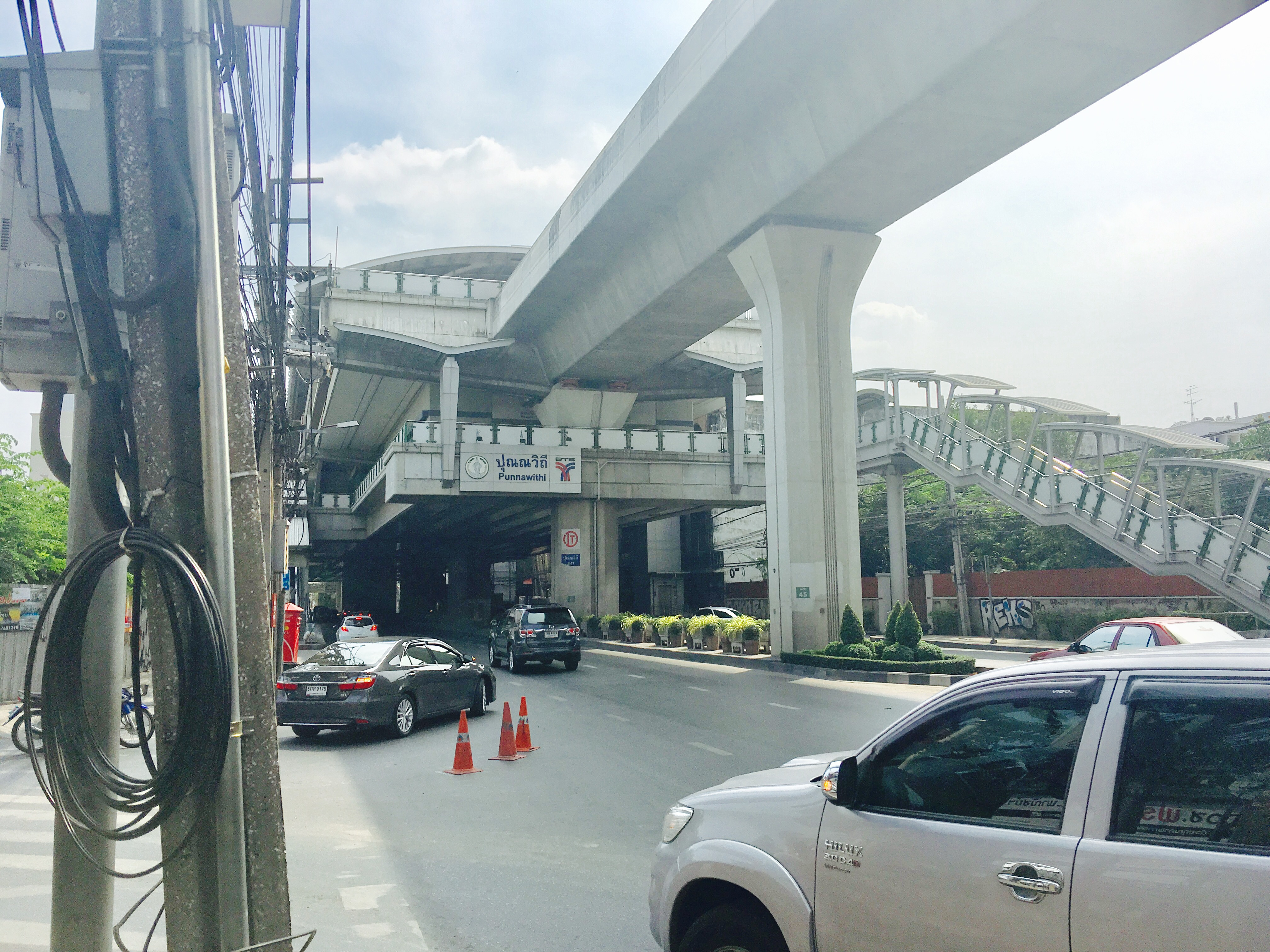
Station Punnawithi du métro aérien Sky train (BTS)
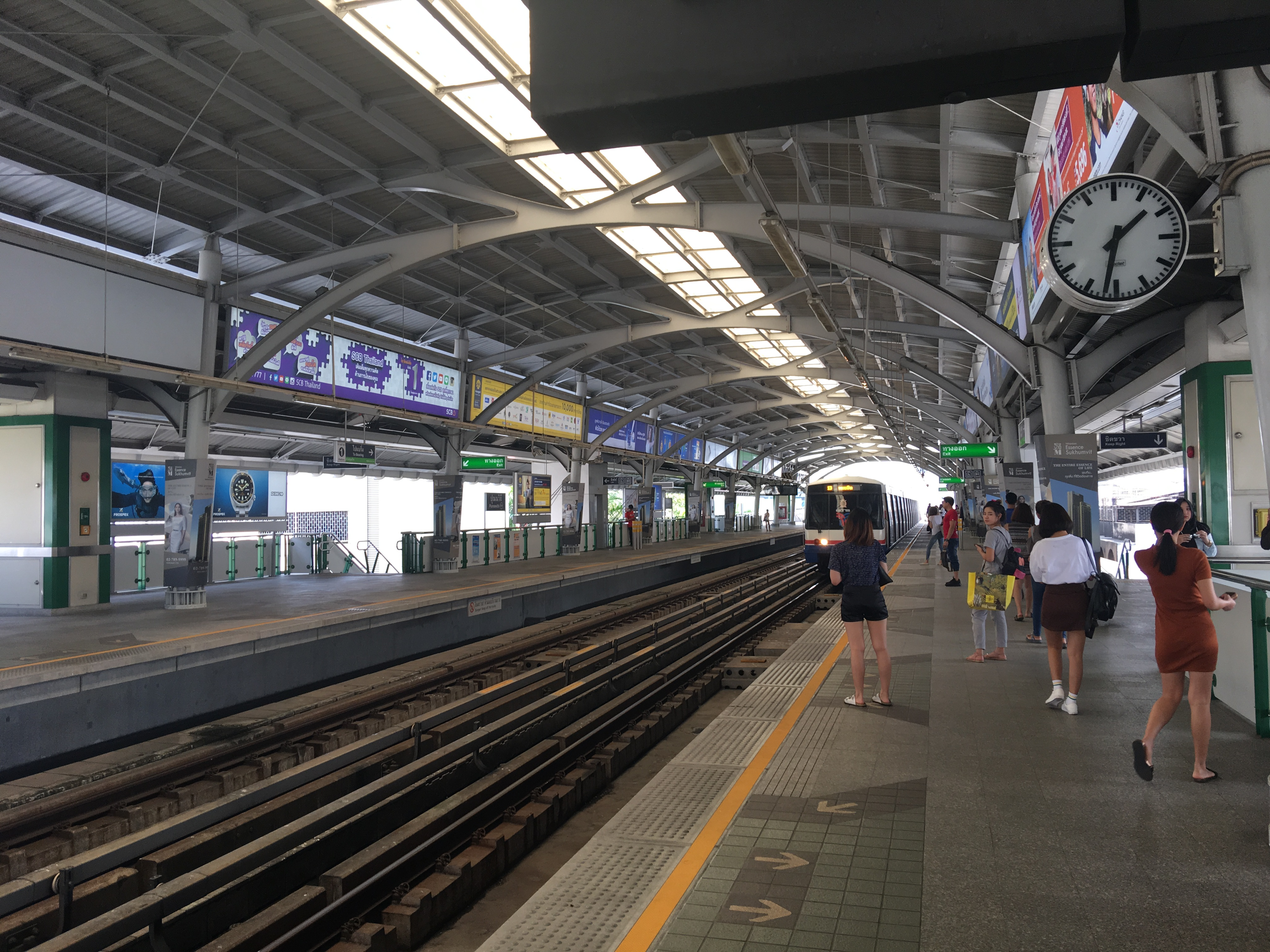
Station Punnawithi du métro aérien Sky Train (BTS)
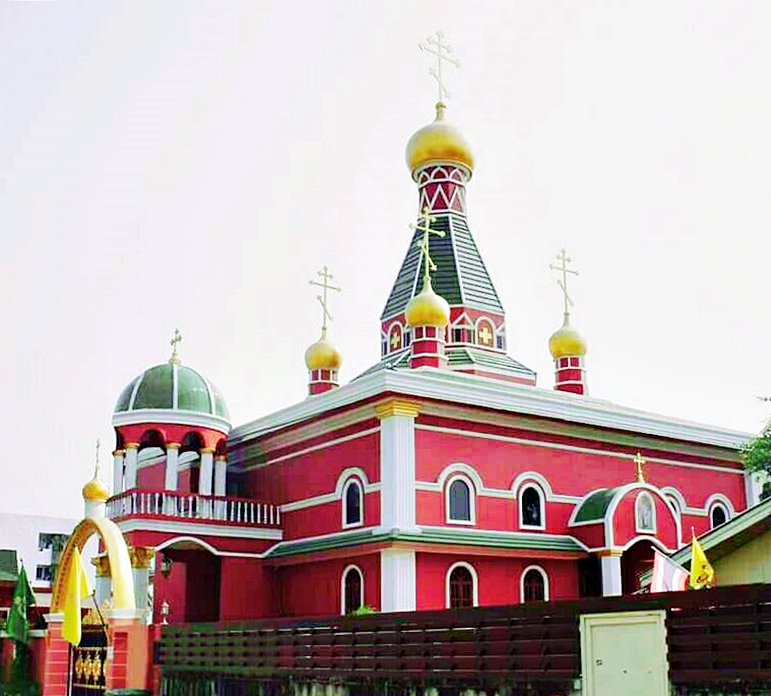
Cathédrale orthodoxe de St. Nicholas
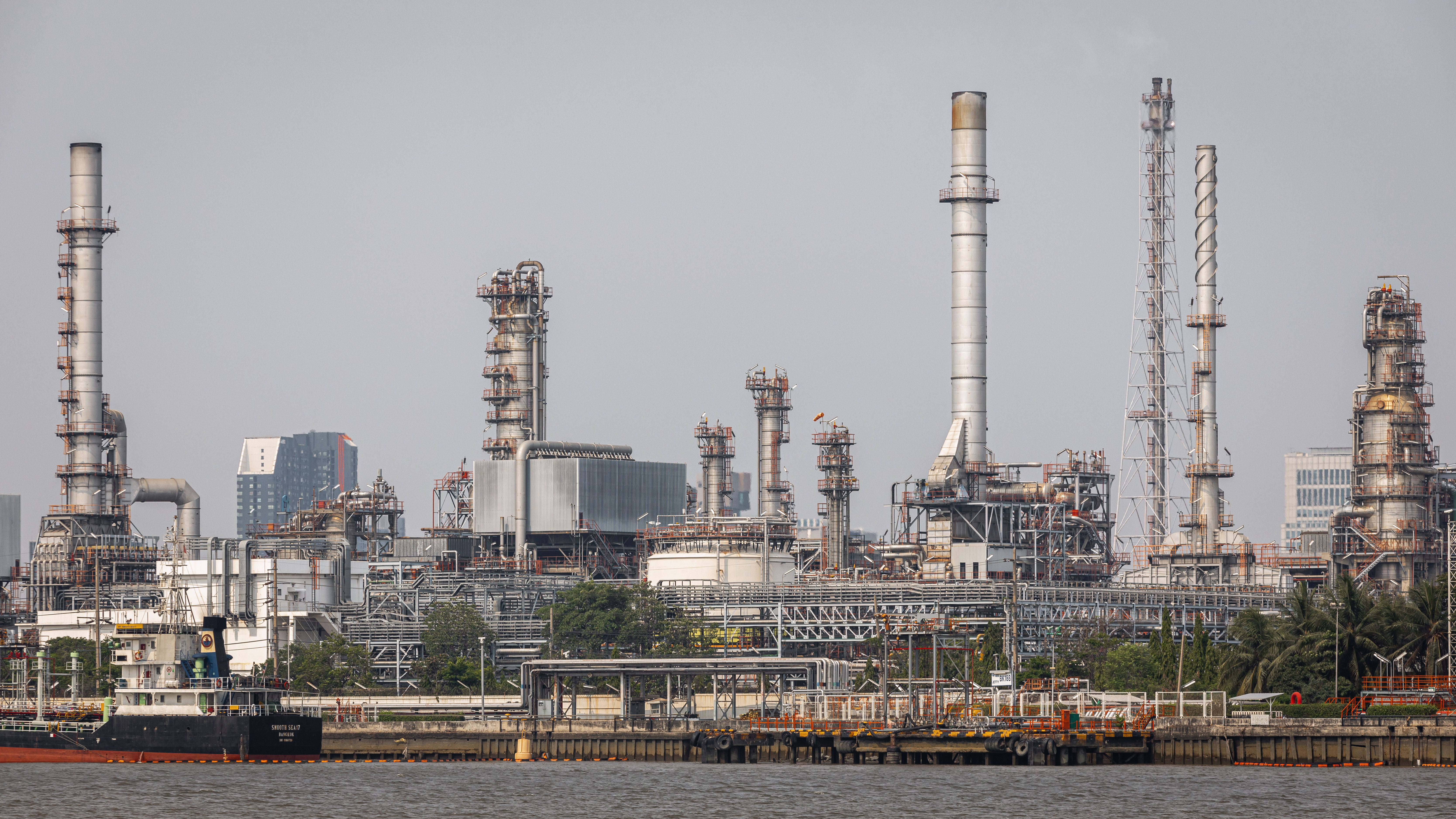
Raffinerie de Bang Chak